# 全日本大学軟式野球選手権大会
全日本大学軟式野球選手権大会（ぜんにほんだいがくなんしきやきゅうせんしゅけんたいかい）は、全日本大学軟式野球連盟が主催する大学生による軟式野球チームによる全国大会。2013年で36回を数える。2012年までは参加各連盟の持ち回り主管で行われていたが、2013年の第36回大会は全日本大学軟式野球連盟主催で行われた。

## 概要
主催の全日本学生軟式野球連盟が全日本学生軟式野球連盟と全日本大学軟式野球連盟に分裂したことで、大学軟式野球選手権大会も同様に分裂（1993年の第16回大会から全日本学生軟式野球選手権大会が開始）したが、分裂前の歴代大会は、双方の連盟で共有することになっている。分裂後の大会参加校、主要大学（東京六大学・関西六大学「関関同立等」・分裂後の選手権大会優勝回数が多い強豪の日体大など）は全日本大学軟式野球連盟に所属していて、加盟校数も全日本学生軟式連盟より全日本大学軟式連盟の方がはるかに多い。

## 歴代優勝・準優勝校

### 優勝回数上位校
- 14回：日本体育大学（東都）
- 3回：東北福祉大学（東北）、中京学院大学（東海）
- 2回：明治大学（東京六）、関西学院大学（関西六）、京都産業大学（近畿）、文教大学（東都）、白鷗大学（北関東）
- 1回：早稲田大学・慶應義塾大学・法政大学（東京六）、関西大学・同志社大学（関西六）、東京経済大学（東都）など他10校

### ブロック別大学優勝回数上位所属連盟
- 東都大学連盟19回
- 東京六大学連盟リーグ5回
- 関西六大学連盟4回
- 近畿学生連盟4回
- 東海学生連盟4回
- 東北地区大学連盟リーグ3回
- 首都大学連盟2回
- 南関東大学連盟リーグ1回
- 北関東大学連盟2回
- 東関東大学連盟1回

### 年度別
- 1978年 第01回 優勝：國學院大學(東都)　準優勝：中央大学(東都)　開催地：東京都
- 1979年 第02回 優勝：関西学院大学(関西六)　準優勝： 中央大学(東都)　開催地：東京都
- 1980年 第03回 優勝：京都産業大学(近畿)　準優勝：日本大学(東都)　開催地：東京都
- 1981年 第04回 優勝：関西学院大学(関西六)　準優勝：東亜大学(西日本)　開催地：東京都
- 1982年 第05回 優勝：文教大学(東都)　準優勝：早稲田大学(東京六)　開催地：東京都
- 1983年 第06回 優勝：文教大学(東都)　準優勝：東京学芸大学(首都)　開催地：東京都
- 1984年 第07回 優勝：日本体育大学(東都)　準優勝：東京学芸大学(首都)　開催地：大阪府・兵庫県
- 1985年 第08回 優勝：日本体育大学(東都)　準優勝：秋田大学(東北)　開催地：大阪府・兵庫県
- 1986年 第09回 優勝：京都産業大学(近畿)　準優勝：早稲田大学(東京六)　開催地：東京都
- 1987年 第10回 優勝：早稲田大学(東京六)　準優勝：広島大学(広島六)　開催地：東京都
- 1988年 第11回 優勝：関西大学(関西六)　準優勝：日本体育大学(東都)　開催地：東京都
- 1989年 第12回 優勝：日本体育大学(東都)　準優勝：慶應義塾大学(東京六)　開催地：愛知県
- 1990年 第13回 優勝：大東文化大学(首都)　準優勝：早稲田大学(東京六)　開催地：東京都・埼玉県
- 1991年 第14回 優勝：慶應義塾大学(東京六)　準優勝：大東文化大学(首都)　開催地：広島県
- 1992年 第15回 優勝：東海大学(南関東)　準優勝：東北福祉大学(東北)　開催地：神奈川県
- 1993年 第16回 優勝：東北福祉大学(東北)　※分裂開催開始　開催地：奈良県
- 1994年 第17回 優勝：日本体育大学(東都)　開催地：栃木県
- 1995年 第18回 優勝：日本体育大学(東都)　開催地：宮城県
- 1996年 第19回 優勝：佛教大学(近畿)　開催地：北海道
- 1997年 第20回 優勝：日本体育大学(東都)　開催地：千葉県
- 1998年 第21回 優勝：日本体育大学(東都)　開催地：長野県
- 1999年 第22回 優勝：日本体育大学(東都)　開催地：奈良県
- 2000年 第23回 優勝：日本体育大学(東都)　開催地：神奈川県
- 2001年 第24回 優勝：日本体育大学(東都)　開催地：北海道
- 2002年 第25回 優勝：明治大学(東京六)　開催地：千葉県
- 2003年 第26回 優勝：明治大学(東京六)　開催地：広島県
- 2004年 第27回 優勝：日本体育大学(東都)　開催地：愛媛県
- 2005年 第28回 優勝：東京経済大学(東都)　開催地：埼玉県
- 2006年 第29回 優勝：中京学院大学(東海)　開催地：熊本県
- 2007年 第30回 優勝：城西国際大学(首都)　開催地：東京都
- 2008年 第31回 優勝：大阪体育大学(近畿)　開催地：富山県
- 2009年 第32回 優勝：日本体育大学(東都)　開催地：京都府
- 2010年 第33回 優勝：日本体育大学(東都)　開催地：岐阜県
- 2011年 第34回 優勝：同志社大学(関西六)　開催地：熊本県
- 2012年 第35回 優勝：日本体育大学(東都)　開催地：秋田県
- 2013年 第36回 優勝：東北福祉大学(東北)　開催地：長野県
- 2014年 第37回 優勝：帝京大学(東関東)　開催地：長野県
- 2015年 第38回 優勝：白鷗大学(北関東)　開催地：長野県
- 2016年 第39回 優勝：東海学園大学(東海)　開催地：長野県
- 2017年 第40回 優勝：京都文教大学(京滋)　開催地：長野県
- 2018年 第41回 優勝：東北福祉大学(東北)　開催地：長野県
- 2019年 第42回 優勝：中京学院大学(東海)　開催地：長野県
- 2020年 第43回 大会は中止。43回は翌年に振替。全日本大学軟式野球選手権代替大会を開催。
- 2021年 第44回 優勝：法政大学(東京六)　開催地：大阪府
- 2022年 第45回 優勝：白鷗大学(北関東)　開催地：大阪府
- 2023年 第46回 優勝：中京学院大学(東海)　開催地：大阪府